# WZRD (album)
Pour les articles homonymes, voir Wizard.
Albums par Kid Cudi
Man on the Moon II: The Legend of Mr. Rager
(2010) Cruel Summer
(2012)
Singles
WZRD est le 1er album studio du groupe WZRD, composé du rappeur Kid Cudi et du producteur Dot da Genius.

## Historique
En novembre 2010, Kid Cudi annonce vouloir travailler sur un projet plus rock avec le producteur Dot da Genius. En janvier 2011, il annonce sur Twitter que le groupe se nomme Wizard et que l'enregistrement de l'album débute, en vue d'une sortie prévue pour l'été 2011. En mai 2011, le nom du groupe est changé en 2 Be Continuum et publie dans la foulée le titre Perfect is the Word, qui est assez mal accueilli, aussi bien par la critique que les fans.
Quelque temps plus tard, Kid Cudi rebaptise le groupe en WZRD, version contractée de Wizard - « sorcier » - en référence à une chanson de Black Sabbath. Il annonce également plusieurs dates de sortie de l'album. En novembre 2011, le titre "Brake" est publié, suivi par le 1er single officiel en janvier 2012, "Teleport 2 Me".
Le 28 janvier 2012, Cudi annonce sur Twitter qu'ils retournent en studio pour enregistrer une dernière chanson, "Dr Pill" et que l'album est fini.

## Manque de promotion
Peu de temps après la sortie de l'album, Kid Cudi clame sur Twitter qu'Universal n'a pas cru en l'album et n'en a pas assez fait la promotion :

« [...] mon c*nnard de label n’a envoyé que 55 000 exemplaires physiques parce qu’il traite cet album comme un petit projet indé. Donc je m’excuse au nom de mon c*nnard de label, et je m’excuse pour le manque de promo, de nouveau, c’est à cause de mon c*nnard de label. [...] Ils ont essayé de me mettre la pression afin que je leur sorte un autre MOTM, mais vous savez quoi ? J’emmerde tout ça, le nouvel album est WZRD. MOTM3 est en suspens jusqu’en 2014, ça dérange quelqu’un ?? Pas moi et @DotDaGenius :) Donc ce sera vraiment dur d’en trouver un dans les bacs les gars, je suis désolé. [...] Je vais devoir sortir et m’en trouver un exemplaire aussi, parce que mon c*nnard de label ne m’a même pas envoyé une copie de mon propre album. FAIL !!! Je vais laisser Universal Republic l’avoir, je m’en fous. Qu’est-ce qu’ils vont faire, me donner la fessée? Hahahaha ET ‘Teleport 2 Me, Jamie’ n’est même pas en radio !!! Hé ho c’est un TUBE TUBE TUBE !!! »

— Kid Cudi, Twitter
.

## Singles
- Le 1er single "Teleport 2 Me, Jamie" est commercialisé sur iTunes le 31 janvier 2012.

## Liste des titres
1. "The Arrival"
2. "High Off Life"
3. "The Dream Time Machine" (featuring Empire of the Sun)
4. "Love Hard"
5. "Live & Learn"
6. "Brake"
7. "Teleport 2 Me, Jamie" (featuring Desire)
8. "Where Did You Sleep Last Night?"
9. "Efflictim"
10. "Dr Pill"
11. "Upper Room"

## Classements
| Classement / pays (2012)     | Meilleure position |
| ---------------------------- | ------------------ |
| Billboard 200                | 3                  |
| Billboard Rock Albums        | 1                  |
| Billboard Alternative Albums | 1                  |
| Canadian Albums Chart        | 9                  |